# 杰克·弗莱特
杰克·弗莱特（英語：Jack Flett，1871年11月19日—1932年12月13日），生于曼尼托巴省，加拿大男子棍网球运动员。他曾代表加拿大参加1904年夏季奥林匹克运动会棍网球比赛，获得一枚金牌。